# Pseudocenangium succineum
Pseudocenangium succineum är en svampart som först beskrevs av Sprée, och fick sitt nu gällande namn av Dyko & B. Sutton 1979. Pseudocenangium succineum ingår i släktet Pseudocenangium, divisionen sporsäcksvampar och riket svampar.   Inga underarter finns listade i Catalogue of Life.